# مکس‌اویا
مکس‌اویا (به انگلیسی: MAXavia) یک شرکت هواپیمایی است که در تاریخ ۲۰۰۶ میلادی تأسیس شده است.
دفتر مرکزی مکس‌اویا در بیشکک، قرقیزستان واقع شده‌است و قطب این شرکت هواپیمایی در فرودگاه بین‌المللی مناس قرار دارد.